# Isch (Saar)
Die Isch ist ein 27 Kilometer langer rechter Nebenfluss der Saar, der überwiegend in der Landschaft des Krummen Elsass und auf zwei Kilometern Länge in Lothringen fließt.

## Name
Erstmals urkundlich genannt wird der Fluss im Jahr 712 (super fluuio Hisca). Der Name geht wohl auf den keltischen Flussnamen *Iskā mit der Bedeutung 'die mit Wasserschwall' zurück.

## Geographie

### Verlauf
Die Isch entspringt bei Lohr und fließt in Ost-West-Richtung über Ottwiller nach Drulingen. Ab dort folgt ihrem Tal eine alte Eisenbahnstrecke bis nach Weyer. Nachdem sie die Autoroute A4 unterquert hat, wechselt sie in Nord-Süd-Richtung, passiert Hirschland und wechselt abermals in Ost-West-Richtung. Sie umfließt Baerendorf in einem Mäander, nimmt auf der linken Seite den Brueschbach auf und passiert vor und nach Postroff zweimal die elsässisch-lothringische Grenze. Bei Wolfskirchen wird sie von der stillgelegten Eisenbahnstrecke Berthelming–Sarre-Union überquert und mündet unmittelbar darauf gegenüber Diedendorf in die Saar.

### Zuflüsse
- Bruchgraben (rechts), 2,2 km
- Altmühlbach (links), 5,4 km
- Ellerbach (links), 5,6 km
- Mühlbrunnenmatt (rechts), 3,8 km
- Langenbitzengraben (links), 6,1 km
- Lochacker Fossé (links)
- Brueschbach (links), 19,4 km
- Finnegraben (rechts), 2,4 km
- Goerzlach (rechts), 2,8 km
- Otterbach (links)

## Hydrologie
An der Mündung in die Saar beträgt die mittlere Abflussmenge (MQ) 1,8 m³/s; das Einzugsgebiet umfasst hier 153,9 km².
In Postroff wurde über einen Zeitraum von 41 Jahren (1969–2009) die durchschnittliche jährliche Abflussmenge der Isch berechnet. Das Einzugsgebiet entspricht an dieser Stelle etwa 145 km², damit etwa 94,2 % des vollständigen Einzugsgebietes des Flusses.
Die Abflussmenge der Isch, mit dem Jahresdurchschnittwert von 1,69 m³/s, schwankt im Laufe des Jahres recht stark. Die höchsten Wasserstände werden in den Wintermonaten Dezember bis März gemessen. Ihren Höchststand erreicht die Abflussmenge mit 3,37 m³/s im Februar. Im April  geht die Schüttung stark zurück, nimmt dann Monat für Monat ab  und erreicht ihren niedrigsten Stand im September mit 0,55 m³/s, um danach wieder von Monat zu Monat anzusteigen, um im Dezember mit 3,03 m³/s ihren zweithöchsten Stand zu erreichen.
Der  monatliche mittlere Abfluss (MQ) der Isch in m³/s, gemessen  an der hydrologischen Station Postroff
Daten aus den Werten der Jahre 1969–2009 berechnet